# Александровка (Пирятинская городская община)
Алекса́ндровка (укр. Олександрівка) — село в Лубенском районе Полтавской области. До 2020 года входило в состав Пирятинского района. Являлось административным центром Александровского сельского совета.
Население составляет 503 человека (на 2020 год).

## Физико-географическая характеристика
Село Александровка находится на расстоянии в 2,5 км от сёл Могилевщина и Ровное. Расстояние до города Пирятин — 9 км. Село находится на автомобильной дороге М-03 (Киев — Харьков). Площадь села — 130,3 гектар. Из почв преобладают чернозёмы. Рельеф — преимущественно равнинный.

## История
На правом берегу реки Слепород, на высоком останце, вытянутое по оси север-юг, — городище (100х60, площадью около 0,5 га). Поселение исследовано Ф. Б. Копыловым. Культурный слой содержит напластования эпохи бронзы и маловыразительные материалы древнерусского (XII—XIII веков) времени. С северной стороны городища сохранился вал (длина — 50 метров, высота — до 1 метра) и ров (ширина — 20 метра, глубина — 6 метра). За валом синхронное селище.
Под названием Александровская населённый пункт обозначен на Трёхвёрстной военной топографической карте Российской империи 1869—1891 годов. На 1902 год село было приписано к церкви Рождества Богордицы в Пирятине. К 1910 году хутор Александровский (позднее — Богдановка) входил Пирятинскую волость Полтавской губернии. В 1917 году село Богдановка было переименовано Александровку.

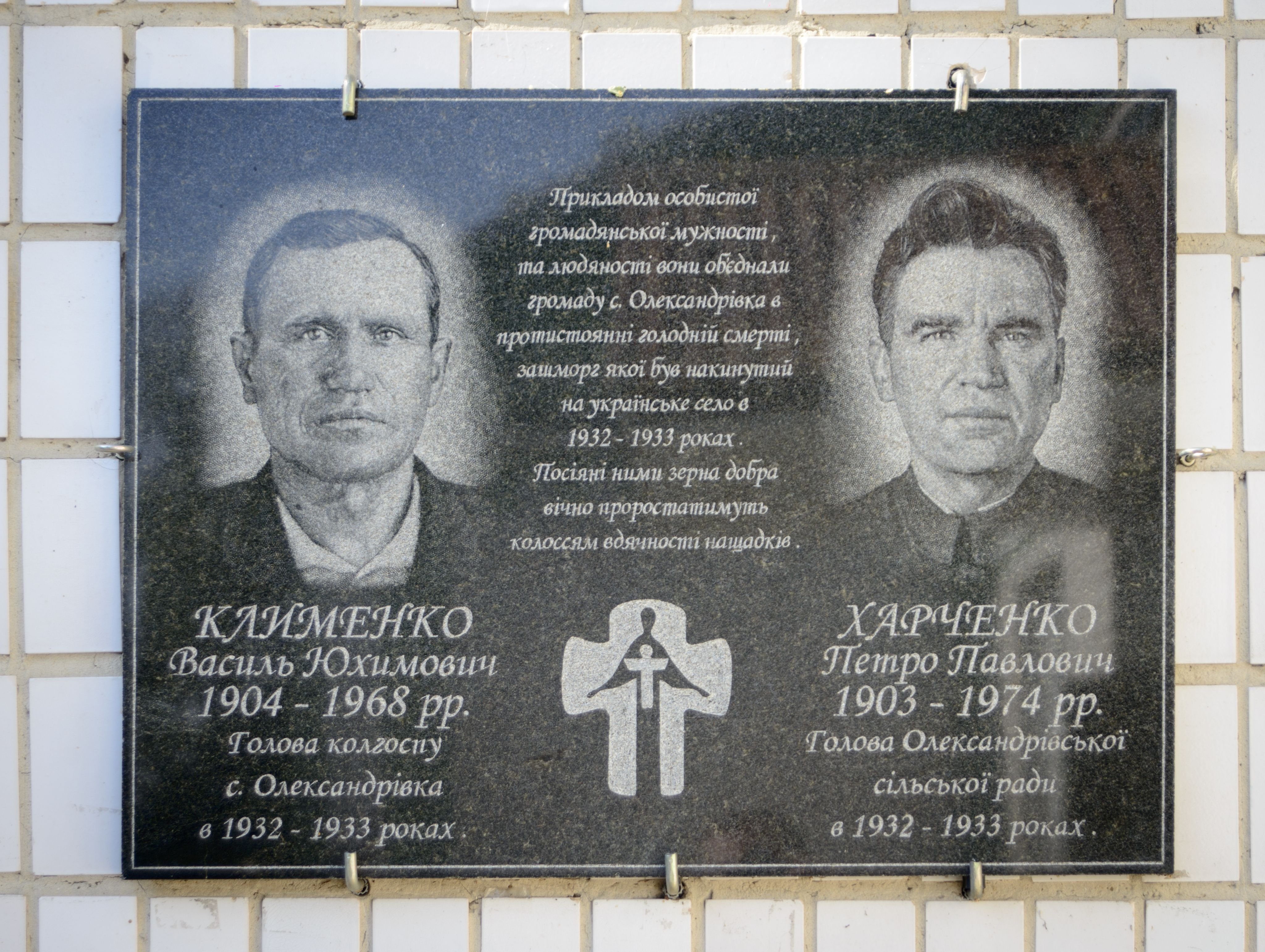
Мемориальная доска

Во время голода на Украине 1932—1933 годов благодаря действиям главы колхоза Василия Клименко и главы сельского совета Петра Харченко в Александровке не было зафиксировано ни одной смерти. Осенью 1932 года они выдали колхозникам зерно на трудодни. Было организовано общественное питание, выдавалась затирка. Наиболее нуждавшиеся жители были направлены на работу в село Виктория, где был организован совхоз Чёрный Хутор на котором работникам выдавали продовольственные пайки. Зимой 1933 года, когда запасы селян иссякли, Клименко зарезал собственную корову, мясо которой ушло для нужд общественной кухне. В память о тех событиях в 2008 году на здании школы была установлена мемориальная доска Василию Клименко и Петру Харченко. Надпись на доске гласит: «Примером личного гражданского мужества и человечности они объединили общину с. Александровка в противостоянии голодной смерти, петля которой была накинута на украинское село в 1932—1933 годах. Посеянные ими зерна добра вечно будут расти колосьями благодарности потомков».
В 1941 году, во время Великой Отечественной войны, село было оккупировано нацистами. На большей части оккупированной нацистами Украины был создан Рейхскомиссариат Украина. Александровка была включена в Крайсгебит Пирятин Генерального округа Киев.
Решением Полтавского областного исполнительного комитета от 24 марта 1967 года Александровка и соседнее село Могилевщина были переданы из Майорщинского сельского совета Гребёнковского района в Сасиновский сельский совет Пирятинского района.
16 января 1996 года решением Полтавской областной государственной администрации был образован Александровский сельский совет с центром в селе Александровка. В 2016 году село было присоединено к Пирятинскому городскому совету Пирятинской городской территориальной общины. На первых выборах в объединённой общине, состоявшихся 15 мая 2016 года, старостой сёл Александровка, Могилевщина и Ровное был избран самовыдвиженец Иван Николаевич Тарасовский.
В ходе процесса объединения (укрупнения) районов Украины в рамках административно-территориальной реформы 2020 года Александровка, как часть Пирятинской территориальной общины, была отнесена к Лубенскому району.

## Население
На 1989 год в селе проживало 320 человек постоянного населения (151 мужчина и 169 женщин). В 2001 году по переписи населения в селе Александровка проживало 504 человека. 93 % жителей указали тогда своим родным языком украинский. На 2019 год в селе числилось 387 человек. По состоянию на 2020 год в селе проживает 503 человека. Из этого числа — 150 детей, 180 пенсионеров, 50 безработных, 50 работающих пенсионеров. Трудоспособного населения — 173 человека, подавляющее большинство которого работает в Пирятине и Полтаве.

## Инфраструктура

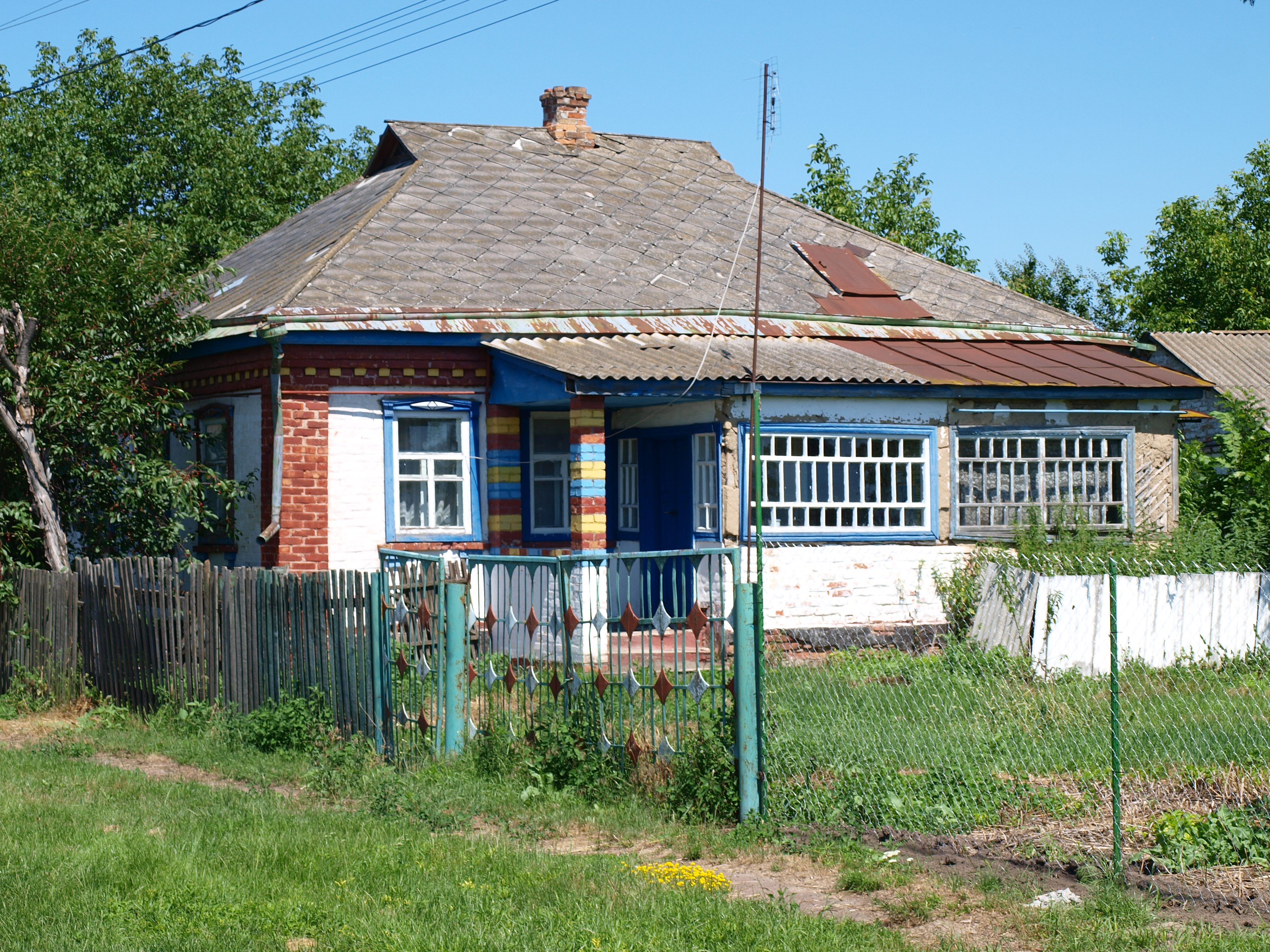
Дом в Александровке, 2020 год

В Александровке действует общеобразовательная школа I ступени, детский сад «Ромашка», библиотека, Свято-Пантелеймоновская религиозная община УПЦ МП (настоятель — Василий Иваничко), отель «Дальнобой», дом культуры (построен в 1967 году), фельдшерско-акушерский пункт, магазины и кафе. Летом 2016 года в здании фельдшерско-акушерского пункта произошёл пожар. К концу года помещение было отремонтировано за 160 тысяч гривен.
Школа с 1985 года размещалась в небольшом одноэтажном здании, являясь на тот момент трёхлетней с 36 учащимися. Педагогический коллектив состоял из трёх учителей. В 1988 году на средства государственной программы и колхоза «Луч Ильича» было построено новое здание школы (руководитель строительной бригады — В. К. Слюсаренко). На момент открытия директором школы являлся А. И. Примак. По состоянию на 2018 год школа была девятилетней, где училось 22 ребёнка, а ученики старших классов обучались в опорной школе в городе Пирятин.
На территории села действует сельскохозяйственное предприятие. Имеется водонапорная башня. В непосредственной близости расположен склад зерна (ток), предприятие по хранению сельскохозяйственной техники и недействующее ныне предприятие, разводившее ранее крупный рогатый скот.
В селе имеется 170 жилых домов. Александровка состоит из девяти улиц: Шевченко, Степовой, Вишнёвой, Молодёжной, Леси Украинки, Кукурузной, Жилищной, а также переулков — Садового и Жилищного. Общая длина всех дорог в пределах села — 7,5 километров. Шесть из девяти улиц имеют асфальтовое покрытие. К июлю 2016 года в селе был проведён ремонт дорожного покрытия, площадью 1000 квадратных метров и завершилась установка 59 фонарей уличного освещения. Закупка фонарей обошлась в 460 тысяч гривен.
Село газифицировано и электрифицировано. В Александровке отсутствуют сети центрального теплоснабжения, канализации и водоснабжения. Жители имеют доступ к воде через скважины или колодцы. По состоянию на 2018 год более 60 % жителей села заключили договоры на вывоз мусора. Тогда же в Александровке было установлено 12 мусорных контейнеров.
Александровка связана автобусным маршрутом с городом Пирятин.
Кладбище села Александровка расположено на юго-восточной окраине населённого пункта и занимает площадь 1,3 гектар.

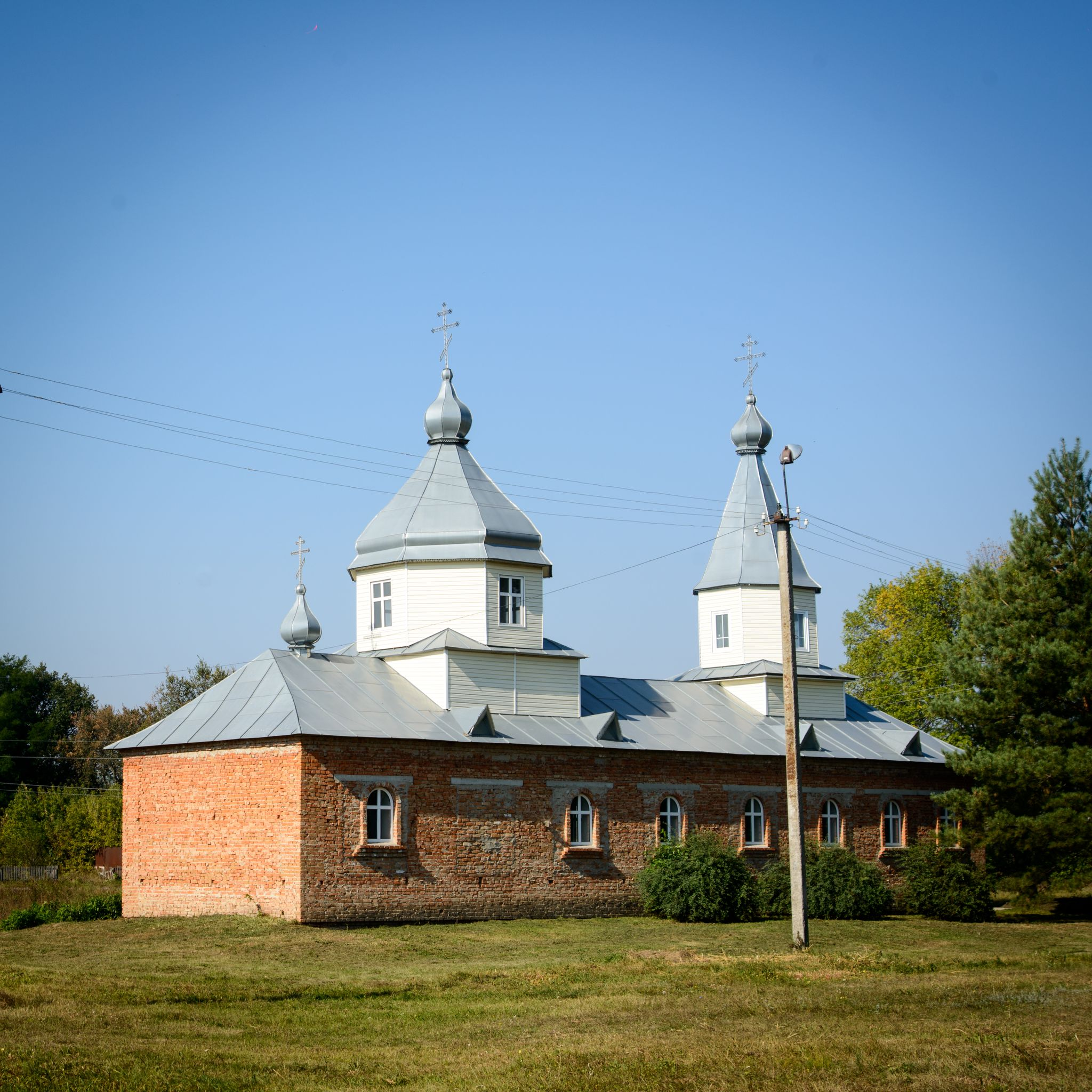
Церковь
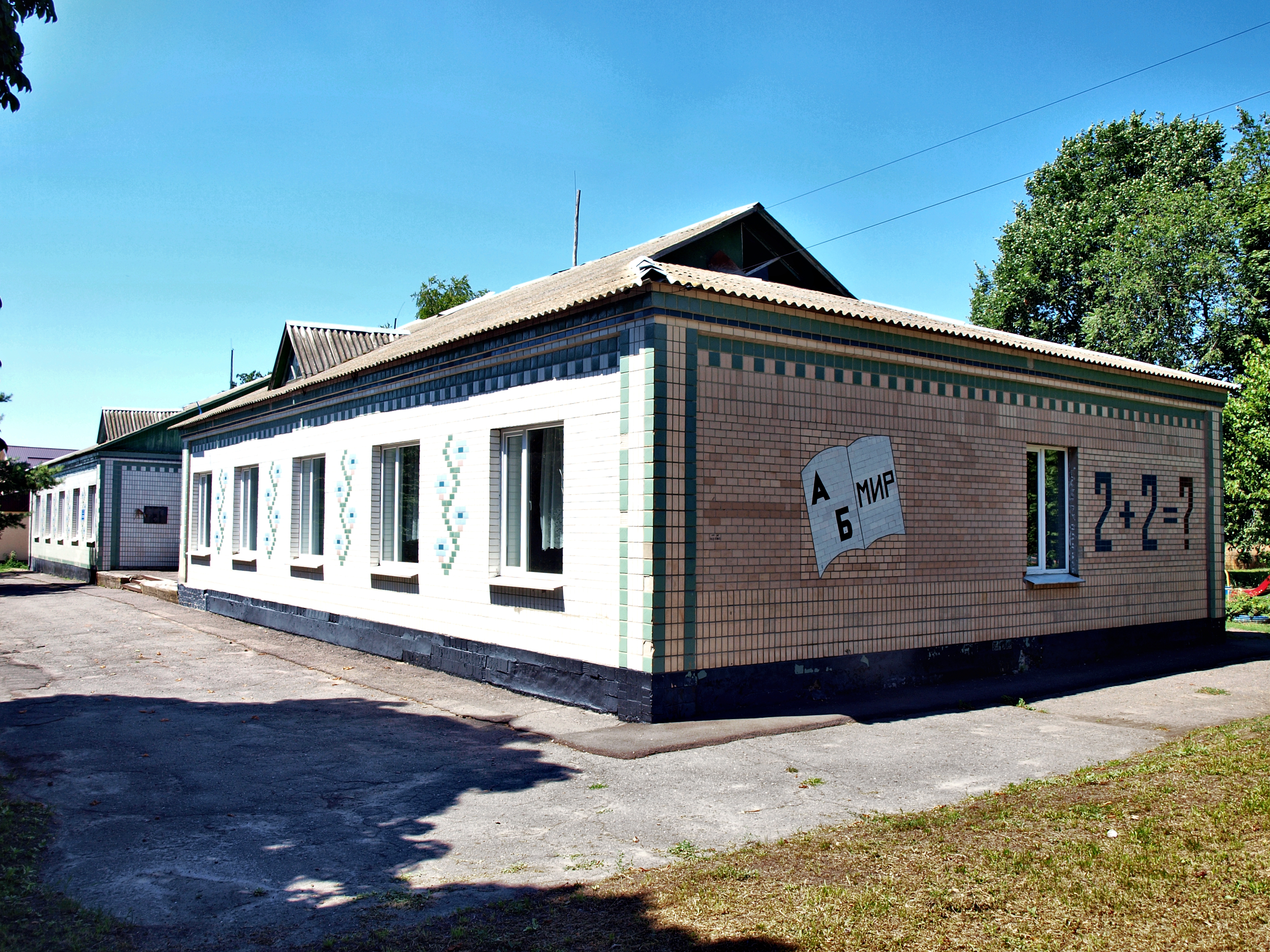
Школа
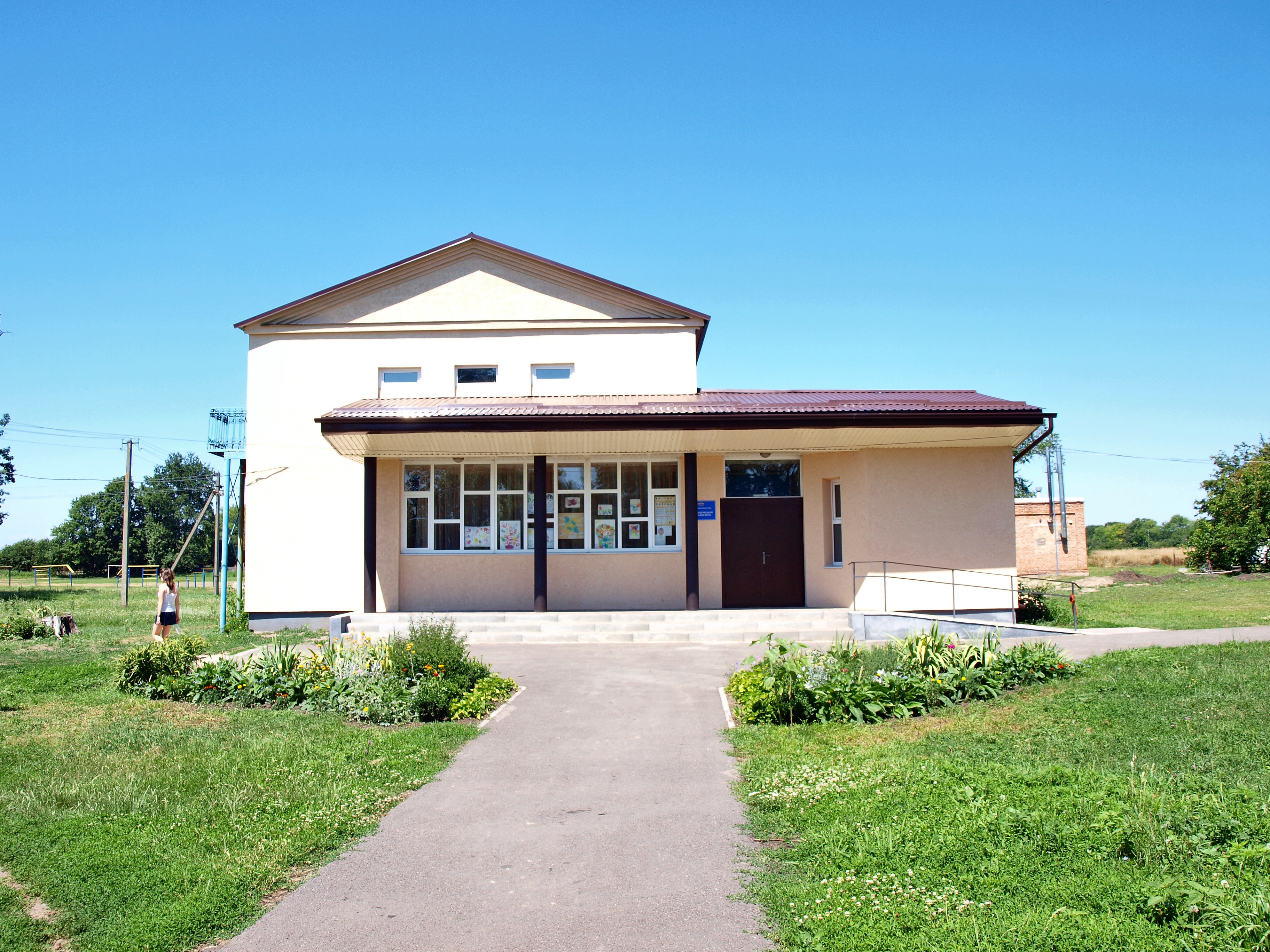
Сельский клуб
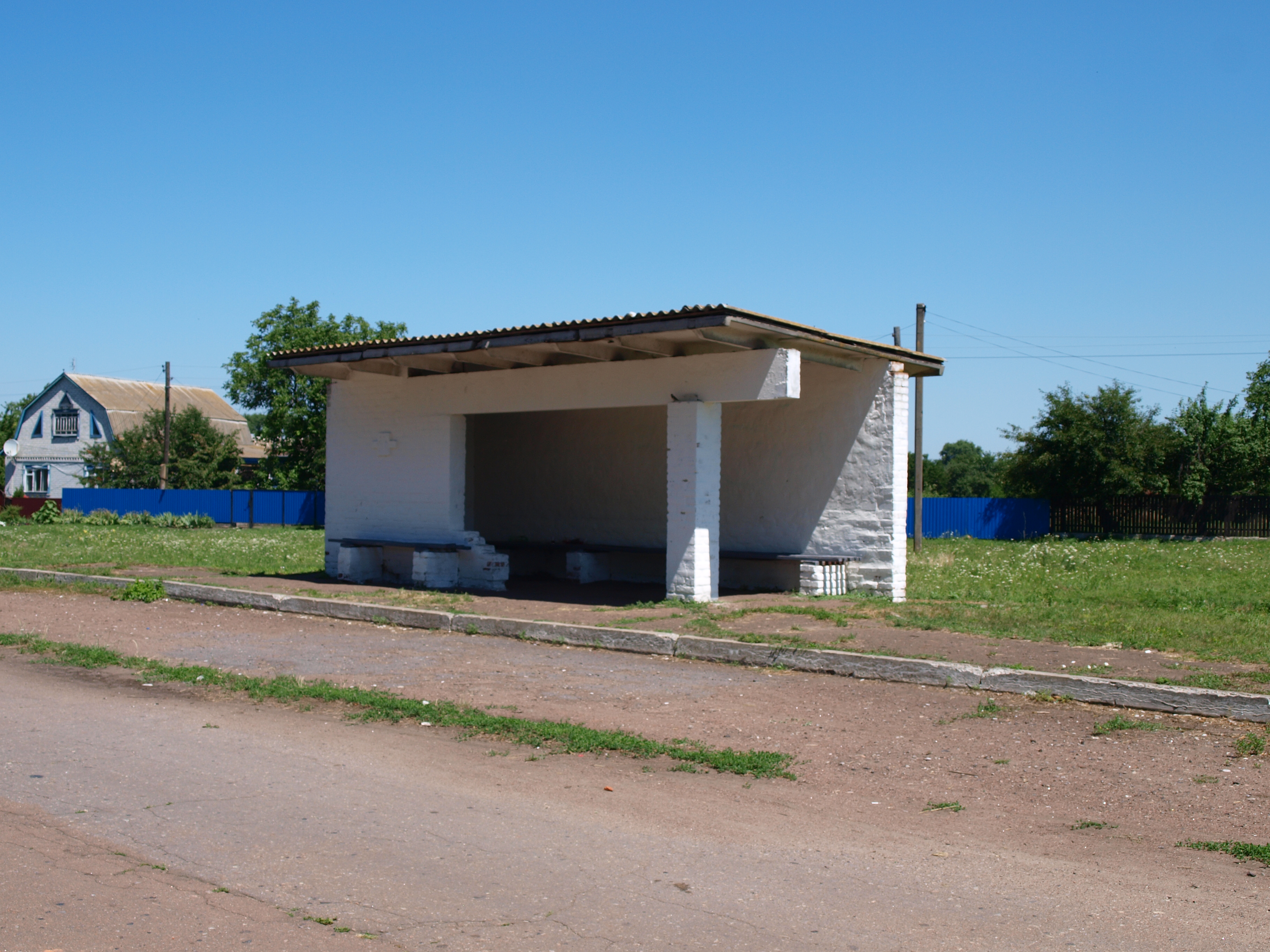
Автобусная остановка

## Достопримечательности
В своде памятников Пирятинского района записаны следующие объекты:
- Александровский дуб — ботанический памятник природы местного значения, один из объектов природно-заповедного фонда Полтавской области
- Курганный могильник — памятник археологии.
- Братская могила советских воинов (1941, 1943), военнопленных, жертв фашизма, памятный знак павшим землякам (1957) — памятник истории
- Памятная доска в честь Клименко Василия Ефимовича и Харченко Петра Павловича (2008) — памятник истории
- Памятник Владимиру Ленину (1967) — памятник истории, демонтирован в ходе декоммунизации.

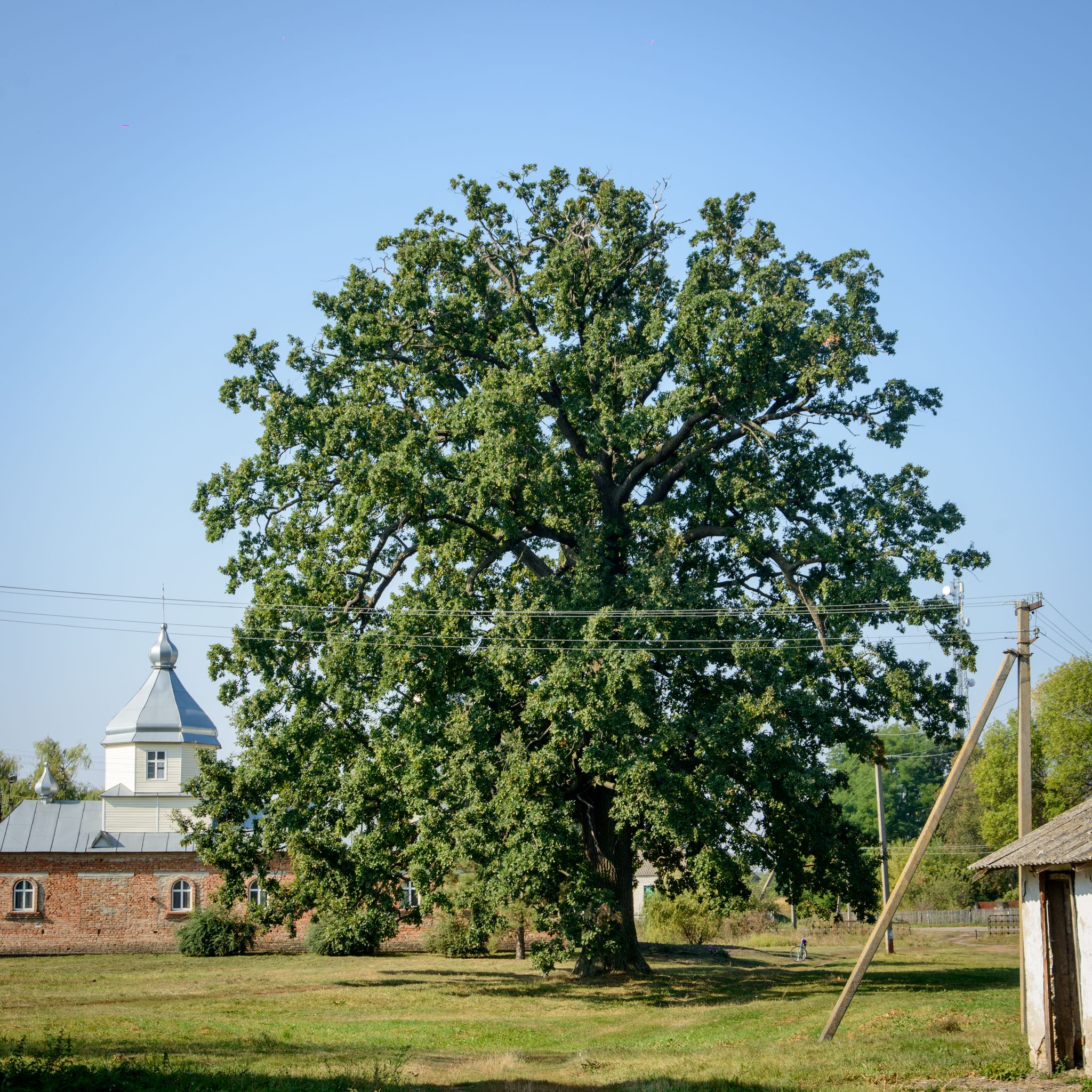
Александровский дуб
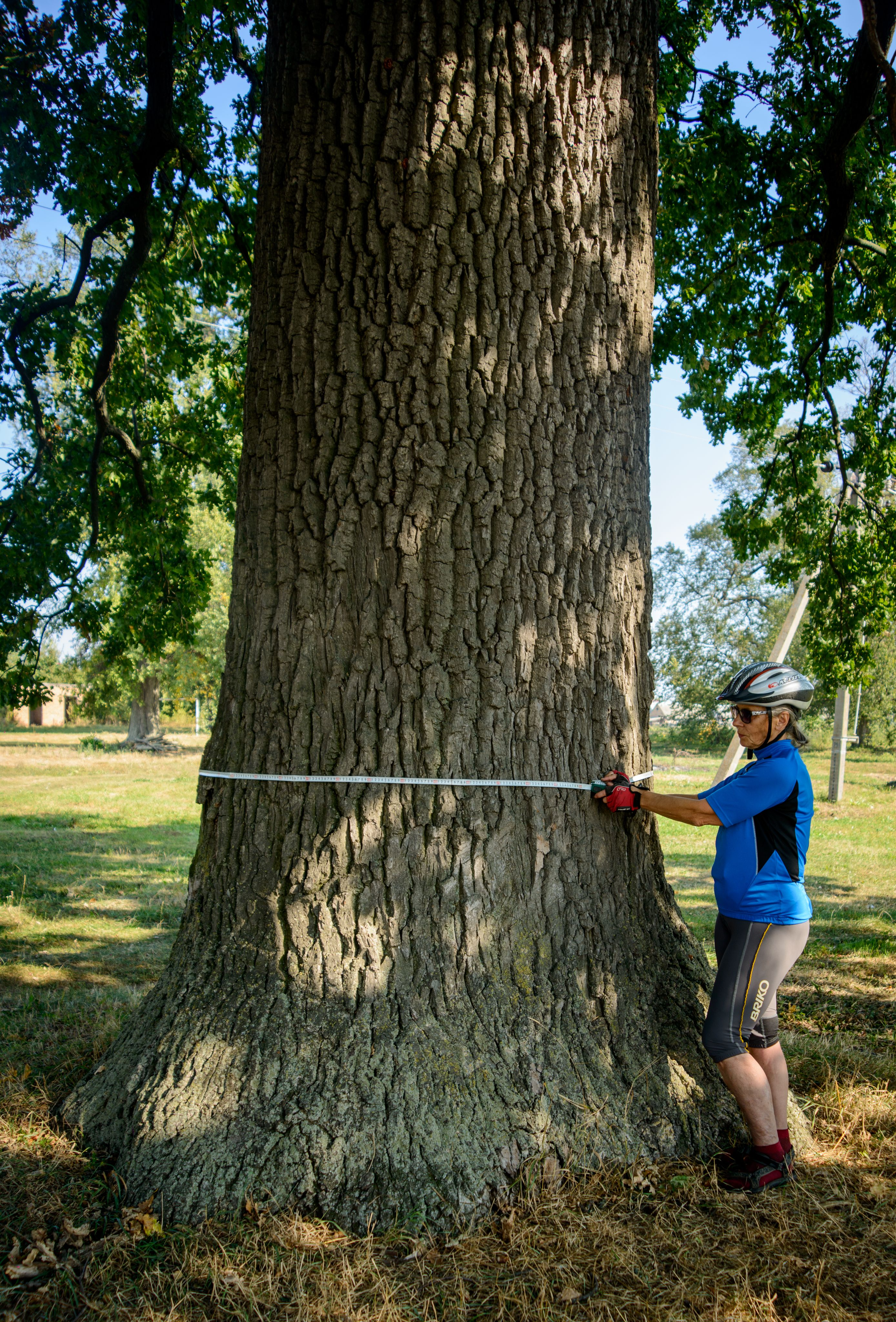
Измерение диаметра ствола дуба
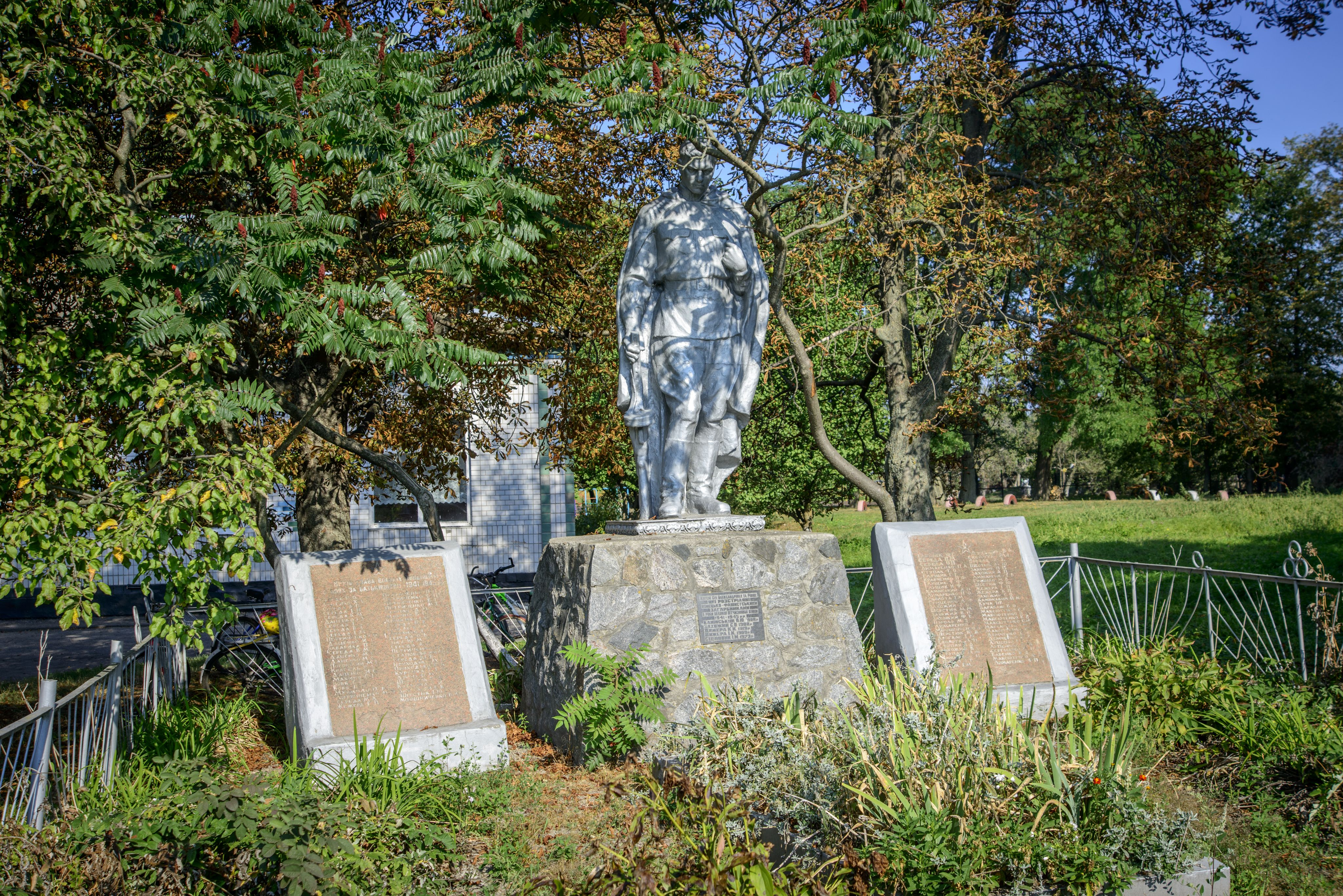
Памятник погибшим в ходе Великой Отечественной войны, 2016 год
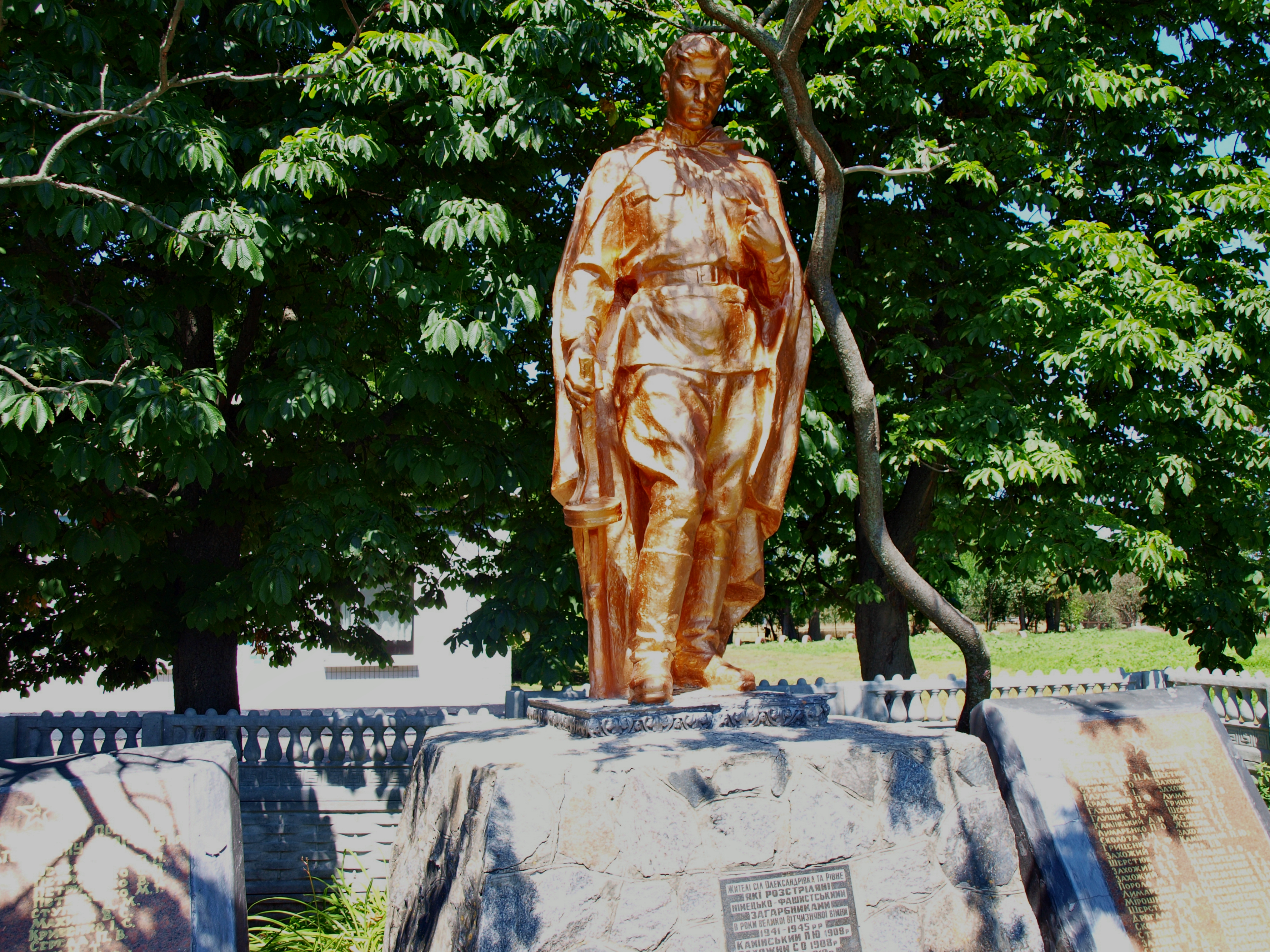
Памятник погибшим в ходе Великой Отечественной войны, 2020 год
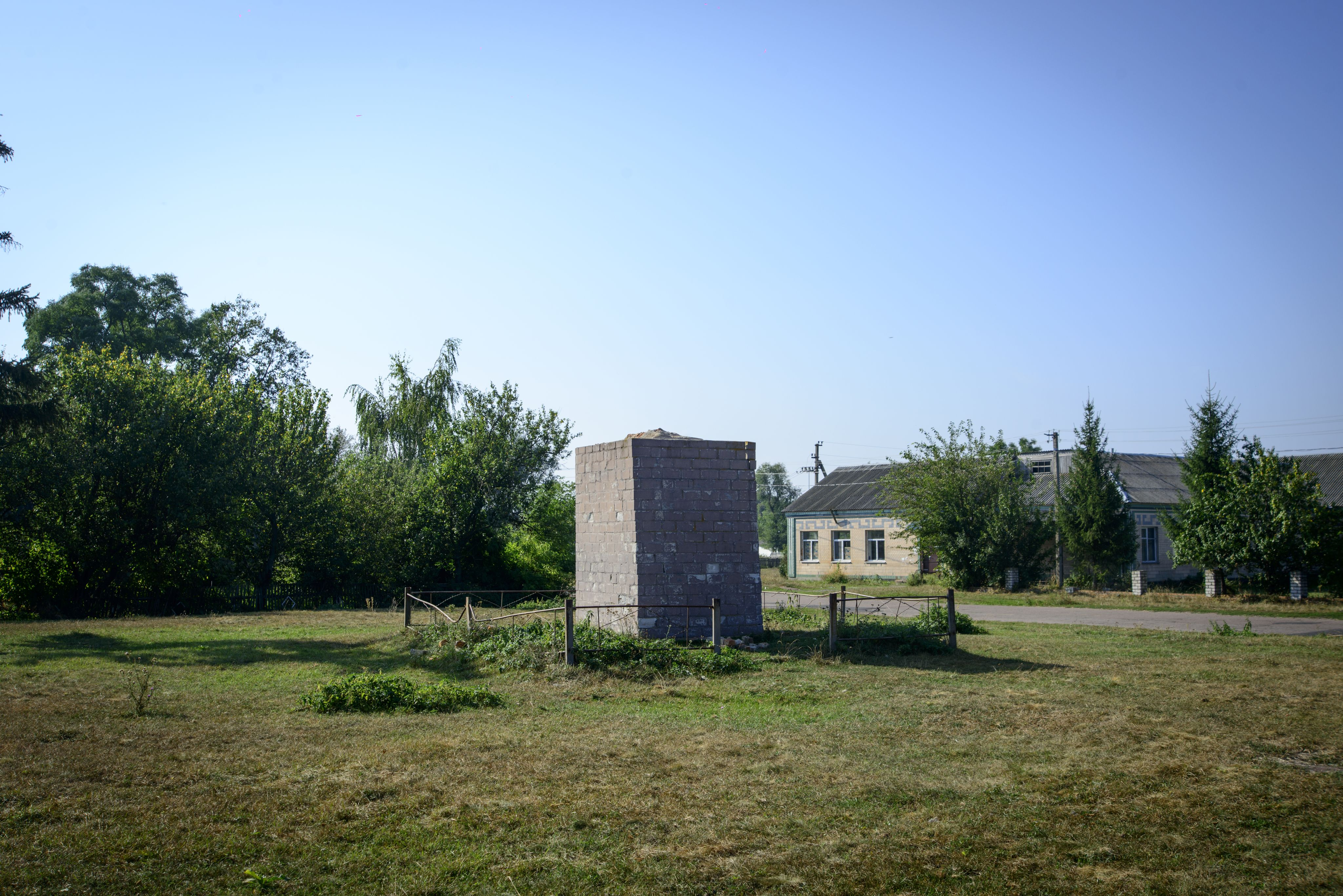
Постамент демонтированного памятника Ленину, 2016 год

## Известные уроженцы
- Слабковский, Иван Кононович — Герой Социалистического Труда.